# 恒星系
恒星系（こうせいけい、star system, stellar system）とは、少数の恒星が重力で結びついてお互いの周りを公転している星系である。多数の恒星が重力で結びついているものは星団や銀河と呼ばれるが、これらも広義の恒星系である。恒星系という言葉は、惑星系を持った1つの恒星について使われることもある。

## 連星系
2つの恒星からなる恒星系は、連星系と呼ばれる。潮汐効果や摂動、質量転移がなければ安定であり、2つの恒星は共通重心の周りを楕円軌道を描いていつまでも公転する。（二体問題を参照）
連星系の例としては、シリウス、プロキオン、そして恒星とおそらくブラックホールから構成されるはくちょう座X-1等が挙げられる。

## 多重星系
多重星系は、3つ以上の恒星からなる恒星系である。3つの恒星からなるものを三重星系、4つの恒星からなるものを四重星系、5つの恒星からなるものを五重星系等と言う。このような系は、おおよそ100個から1000個の恒星からなる散開星団よりも小さい。

### 力学
理論的には、多体問題はカオスになるため、多重星系をモデル化することは連星系よりも難しい。複数の恒星の多くの配置は不安定で、最終的には1つの恒星が他の恒星に近づきすぎ、系から弾き出される。もしこの系が、Evansがいうところの「階層的」なものであれば、不安定さはなくなる。階層的な系では、系の恒星は2つのグループに分けられ、それぞれが系の重心の周りの大きな軌道を横断することになる。またそれぞれのグループの中も同じように階層的になる。この場合は、恒星の運動は系の重心の周りでほぼケプラーの法則に従う。

### 観測

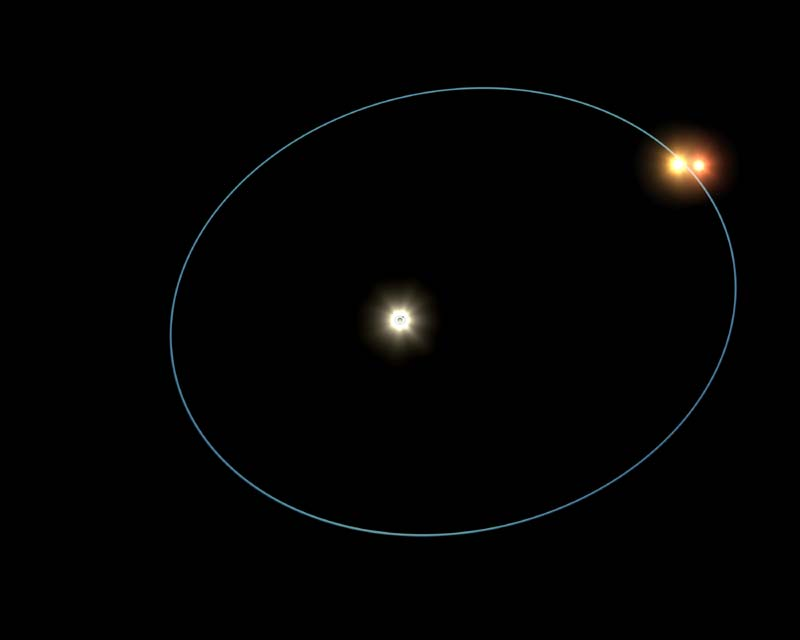
三重星系HD 188753の想像図

既知の多重星系の多くは三重星系であり、恒星の数が大きくなるほど指数関数的に少なくなる。例えば、1999年版のTokovinin's catalog of physical multiple starsでは、728の恒星系のうち、551が三重星系である。しかし観測選択効果により、この統計はかなり不完全なものである, §2.。
先述の力学的な不安定性のため、三重星系は一般的に階層的であり、隣接する連星と遠くにある伴星の組合せになる。さらに数が多い多重星系も、同様に階層的になる。六重星系までが知られており、例えばカストルは1つの連星系と離れた位置にある2つの連星系のペアとの組合せになる。またADS 9731も六重星系として知られ、ここでは1つの恒星と分光連星からなる三重星系が2つの組合せになっている。

## 例

### 連星系
- シリウス:A型主系列星と白色矮星の連星
- ぎょしゃ座ε星:食連星

### 三重星系
- ポラリス
- ケンタウルス座α星
- HD 188753

### 四重星系
- ケンタウルス座4番星（英語版）[14]
- おおぐま座ζ星ミザール
- HD 98800

### 五重星系
- みずがめ座91番星
- オリオン座δ星

### 六重星系
- カストル[12]
- ADS 9731[13]

### 七重星系
- さそり座ν星(推定)[15]

## 太陽系型の恒星系
- 天の川銀河に存在する数千億以上の恒星系のうち、約15%が太陽系と類似していると推測されている[16]。